# تپه علیم
تپه علیم مربوط به دوران‌های تاریخی پس از اسلام است و در شهرستان شوشتر، روستای غلیم واقع شده و این اثر در تاریخ ۵ آذر ۱۳۸۰ با شمارهٔ ثبت ۴۳۲۲ به‌عنوان یکی از آثار ملی ایران به ثبت رسیده است.